# Ро Геркулеса
Ро Геркулеса (лат. ρ Herculis), 75 Геркулеса (лат. 75 Herculis) — кратная звезда в созвездии Геркулеса на расстоянии приблизительно 392 световых лет (около 120 парсек) от Солнца. Возраст звезды определён как около 288 млн лет.

## Характеристики
Первый компонент (HD 157779A) — бело-голубая звезда спектрального класса A0III, или A0, или B9Si, или B9,5III. Видимая звёздная величина звезды — +5,396m. Масса — около 2,665 солнечных, радиус — около 7,352 солнечных, светимость — около 250,88 солнечных. Эффективная температура — около 10840 K.
Второй компонент — коричневый карлик. Масса — около 72,07 юпитерианских. Удалён в среднем на 2,073 а.е..
Третий компонент (HD 157779B) — бело-голубая звезда спектрального класса B9,5IVn, или A2. Видимая звёздная величина звезды — +5,9m. Орбитальный период — около 31623 суток (86,578 года). Удалён на 0,3 угловой секунды.
Четвёртый компонент (HD 157778) — белая звезда спектрального класса A0pSi, или A0Vn, или A0V, или A0. Видимая звёздная величина звезды — +5,4m. Масса — около 3,2 солнечных, радиус — около 1,5 солнечного. Эффективная температура — около 9440 K. Орбитальный период — около 1380384 суток (3779,3 года). Удалён на 4,1 угловых секунды.
Пятый компонент (WDS J17237+3709C). Видимая звёздная величина звезды — +13,53m. Удалён на 118,4 угловых секунды.